# Bridgeport (Washington)
Bridgeport é uma cidade localizada no estado norte-americano de Washington, no Condado de Douglas.

## Geografia
De acordo com o United States Census Bureau tem uma área de 2,7 km², dos quais 2,7 km² cobertos por terra e 0,0 km² cobertos por água. Bridgeport localiza-se a aproximadamente 259 m acima do nível do mar.

### Localidades na vizinhança
O diagrama seguinte representa as localidades num raio de 36 km ao redor de Bridgeport. 

## Demografia
Segundo o censo norte-americano de 2000, a sua população era de 2059 habitantes. 
Em 2006, foi estimada uma população de 2033, um decréscimo de 26 (-1.3%).

## Marcos históricos
A relação a seguir lista as entradas do Registro Nacional de Lugares Históricos em Bridgeport. O primeiro marco foi designado em 4 de junho de 1973 e o mais recente em 31 de maio de 1995.
- Columbia River Bridge at Bridgeport
- Sites of Fort Okanogan